# PFB-virus
PFB-virus är ett virus i familjen Tombusviridae som infekterar pelargoner. Det består av en enkel RNA-sträng omgiven av ett skyddande proteinhölje, en kapsid.
Viruset överförs lätt mekaniskt via redskap eller på händer mellan plantor.